# Пісняр північний
Пісняр північний (Parula americana) — дрібний представник пвнічноамериканських піснярів, поширений у східній частині континенту від південної частина Канади і до узбереж Флориди та Карибів, куди він мігрує на літо. 

## Опис
Пісняр північний є справді одним із найменших мігруючих піснярів - 10-12 см довжиною і 5-10 г вагою. Вид відзначається загальним синьо-жовтим поєднанням кольорів тіла, верх звичайно сірувато-блакитний, а груди - цитриново-жовті, з переходом у білуватий животик і низ хвоста. Прикметним є фрагментарне біле кільце навколо ока та темна опаска на грудях (у деяких птахів відсутня).

## Систематика
Г.В.Фесенко (2018) відносить пісняра північного разом з іще трьома видами - P. gutturalis, P. pitiayumi та P. superciliosa до роду Parula, однак Американське орнітологічне товариство вирішило перенести 29 споріднених видів до роду Setophaga, в якому раніше знаходився лише пісняр горихвістковий; Г.В.Фесенко називає рід Setophaga за іменем цього виду родовим біномом горихвістковий пісняр.